# سان مارتن ساسجايولاس
بلدية سانت مارتي سيسغيوليس (بالكاتالانية: Sant Martí Sesgueioles) هي إحدى بلديات مقاطعة برشلونة, والتي تقع في منطقة كاتالونيا، شرق إسبانيا.
يبلغ عدد سكانها 385 نسمة وفقاً لإحصائية سنة (2007).